# Suhescun
Suhescun é uma comuna francesa na região administrativa da Nova Aquitânia, no departamento dos Pirenéus Atlânticos. Estende-se por uma área de 11,65 km². Em 2010 a comuna tinha 180 habitantes (densidade: 15,5 hab./km²).